# Hiemer–Font–Caraffa-épülettömb
A Hiemer–Font–Caraffa-épülettömb Székesfehérvár belvárosának egyik kiemelkedő értékű, egyedileg védett műemléki épületegyüttese. Ma kulturális és társasági célokra (pl. esküvőkre) használják. Gyakran csak Hiemer-ház néven emlegetik a teljes épületegyüttest. Legszebb homlokzata a Városház térre néz. Magyarország egyik legjelentősebb barokk épületegyüttese.

## Fekvése
Az épületegyüttes a Belváros szívében található; a Városház tér, a Jókai utca, az Oskola utca és a Goldziher Ignác köz határolja.

## Története
Régészeti kutatásokkal igazolt tény, hogy az épületnek középkori részei is vannak, amelyek még a 15. századból maradtak fenn. A mai épület 1770 körül épült, rokokó stílusban. Nevét egykori tulajdonosairól kapta, így az építtető Hiemer Mihály városbíróról, illetve a későbbi tulajdonosokról, Ferdinand Caraffa grófról és Pfund (Font) Mátyásról. Az épület egy időben belvárosi plébánia. A Hiemer–Font–Caraffa-épülettömbről először a törökök kiűzése utáni időszakból, 1688-ból maradt fenn említés, amikor is Széchényi Pál veszprémi püspök által újraszentelt városban sor került a – zömmel leromlott állapotban lévő – épületek újraszentelésére.
Jellegzetes építészeti eleme a zárt sarokerkély, amely két szakállas kőfejjel díszített konzolra támaszkodik. A sarokerkély Városháza téri  oldalán az ablakpárkányokat rokokó stukkó díszíti. Ezen az oldalon található Szent Sebestyén szobra is, függönymotívummal díszített szoborfülkében.
Az épületegyüttes helyreállítása a 2000-es években Koch Péter építészmérnök vezetésével zajlott. A munka eredményét „a műemlékvédelmi szempontból gondos, szakszerű előkészítésért és helyreállításért” 2008-ban ICOMOS-díjjal ismerték el.

## Képgaléria

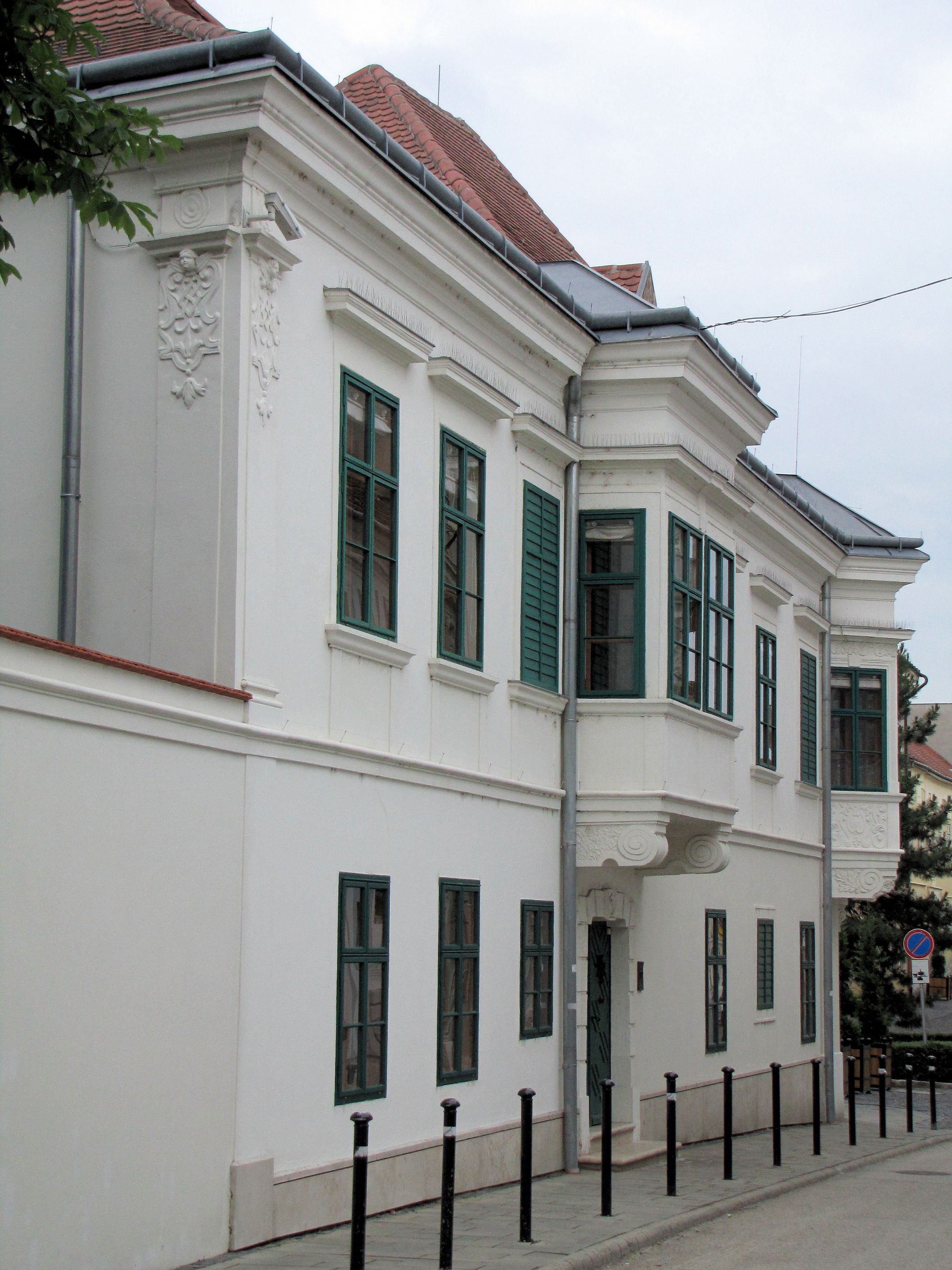
A Hiemer-ház Jókai utcai homlokzata
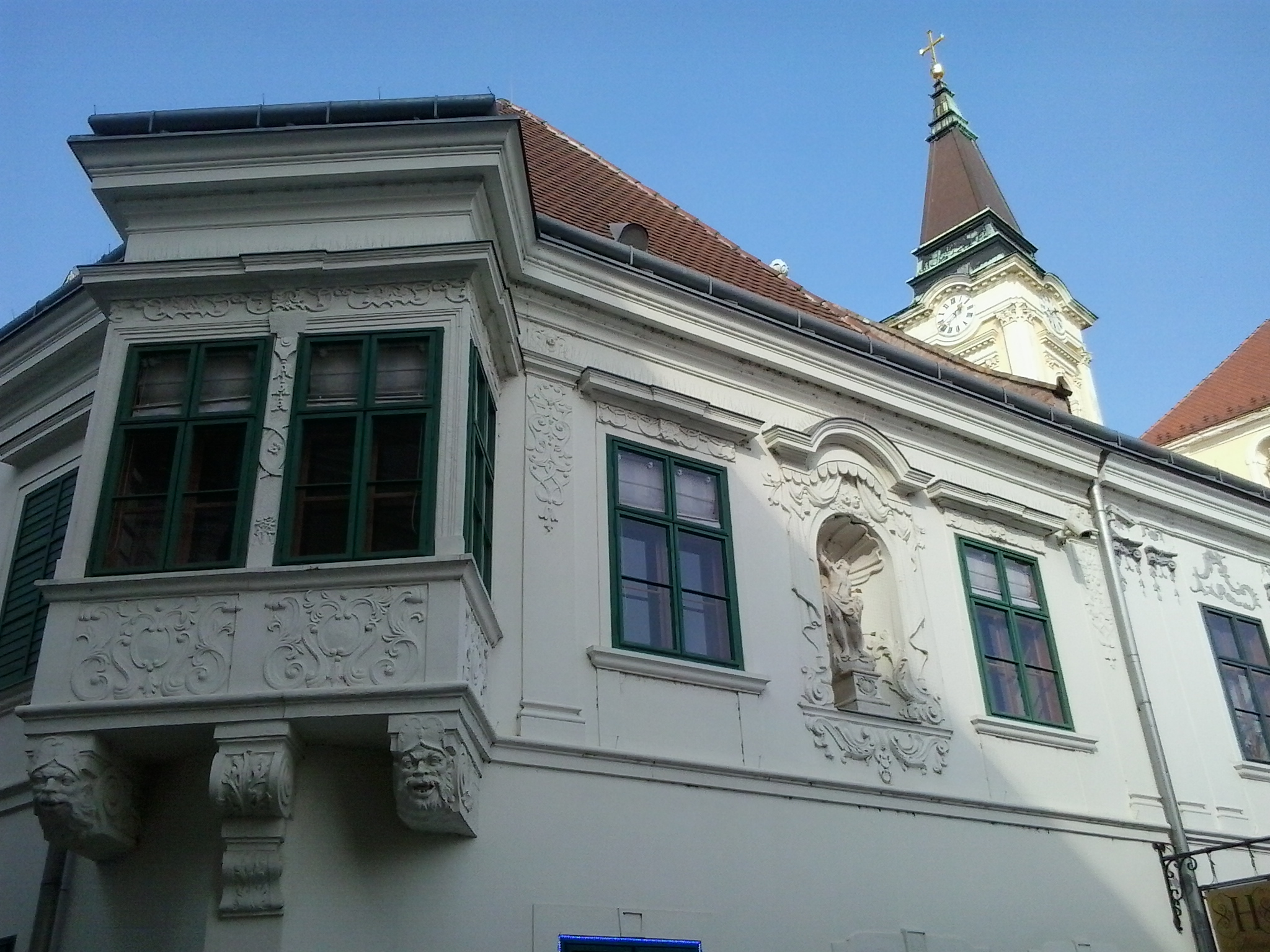
A Városház tér felőli homlokzat
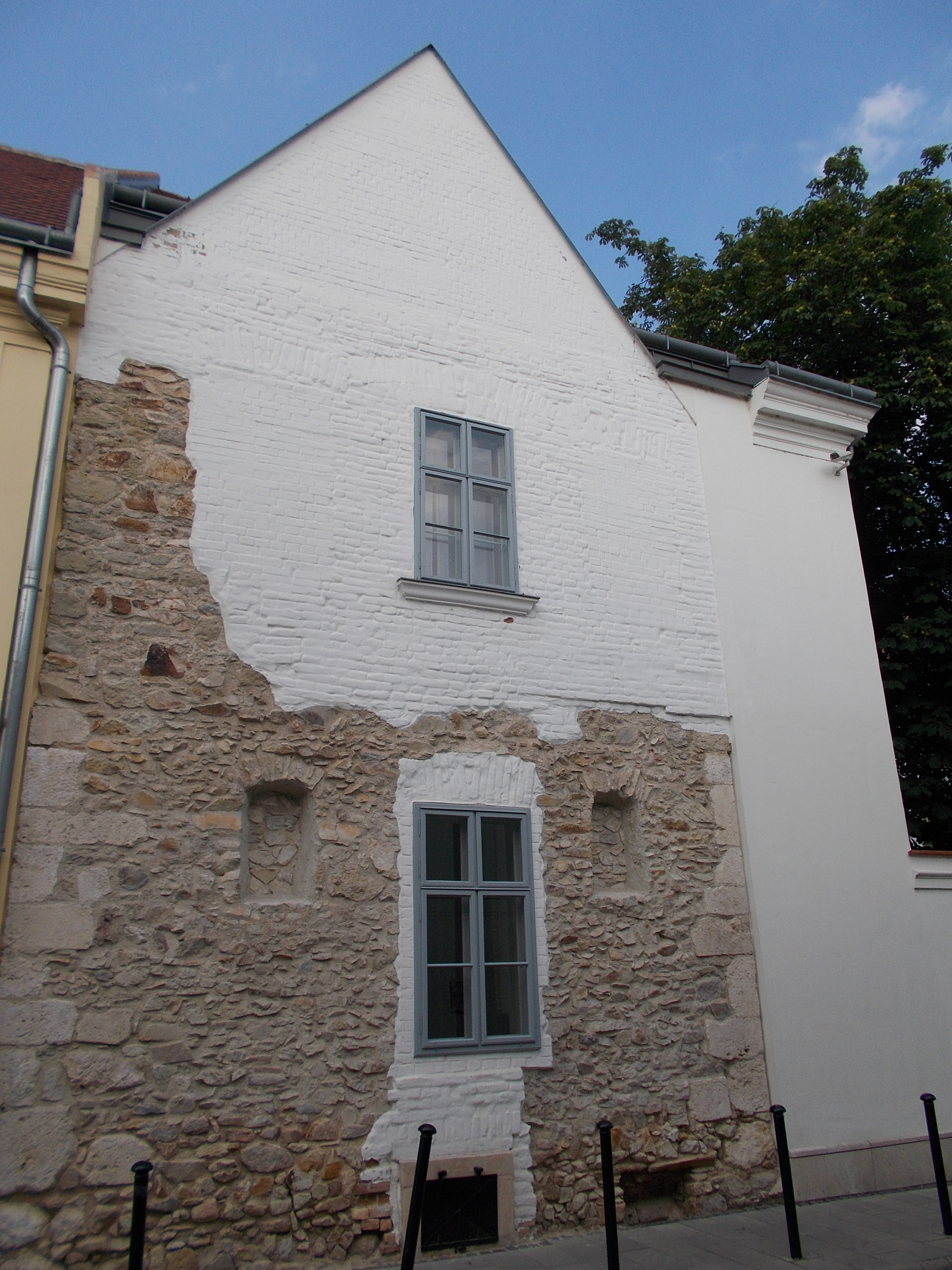
A Hiemer-ház legősibb falai
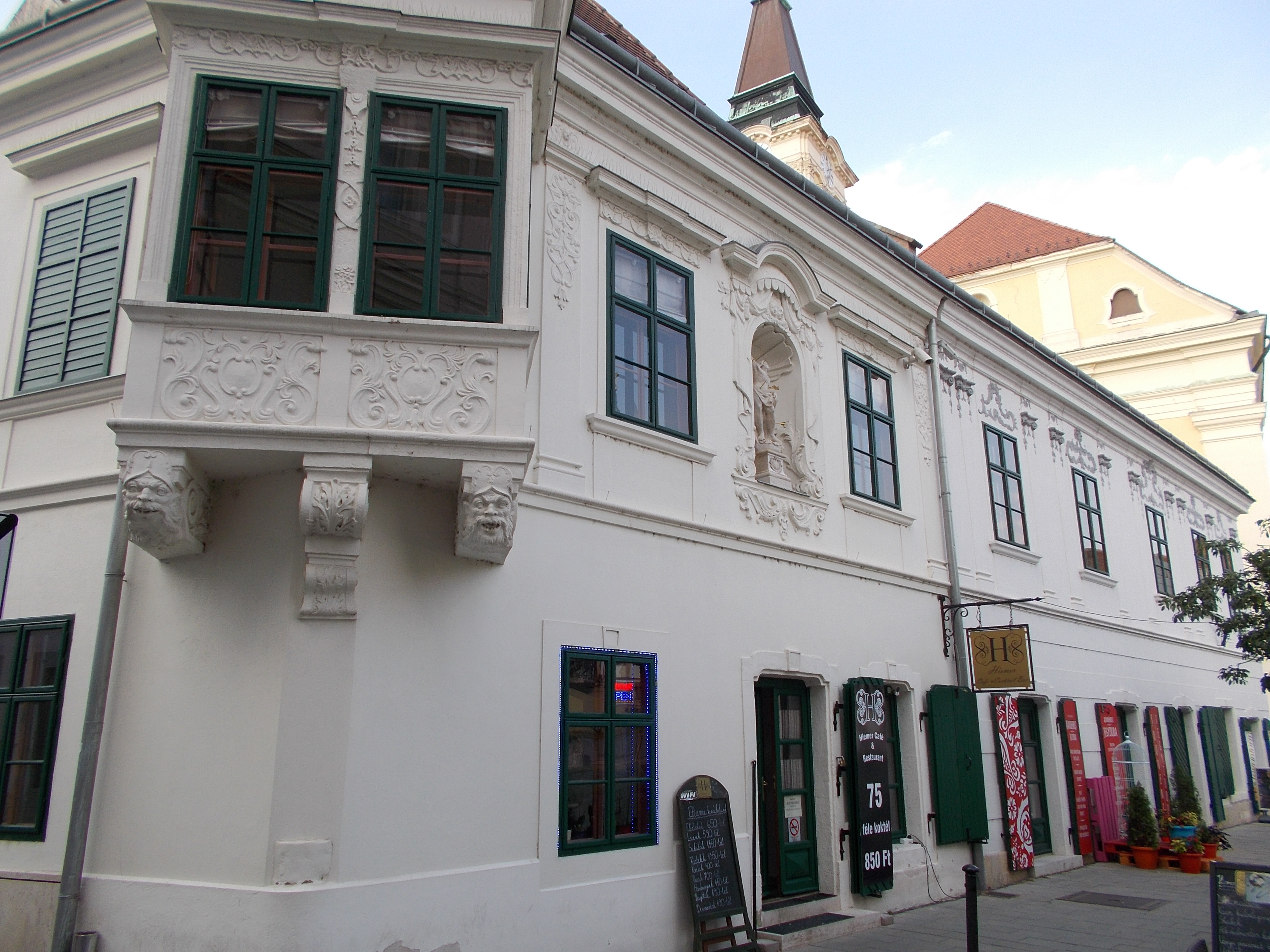
Szoborfülke Szent Sebestyén szobrával